# CLEC9A
عضو A از خانوادهٔ ۹ دومِـین لکتین نوع سی (انگلیسی: C-type lectin domain family 9 member A) یک پروتئین است که در انسان توسط ژن «CLEC9A» کُدگذاری می‌شود.
این پروتئین، یک «گیرندهٔ فعال‌کننده» است و بر روی سلول‌های‌تبار میلوئیدی بیان می‌شود.

## برای مطالعهٔ بیشتر
- Huysamen C, Willment JA, Dennehy KM, Brown GD (2008). "CLEC9A is a novel activation C-type lectin-like receptor expressed on BDCA3+ dendritic cells and a subset of monocytes". J. Biol. Chem. 283 (24): 16693–701. doi:10.1074/jbc.M709923200. PMC 2562446. PMID 18408006.